# Travertin
Travertin je chemická usazená hornina vznikající na pevnině. Složením odpovídá vápenci, na rozdíl od něj je pórovitý. Je tvořen malými zrnky čistého uhličitanu vápenatého (tzn. kalcitu), která poutají dohromady ostatní částečky, z nichž je travertin tvořen. Může obsahovat také jíl a klastický křemen. Jen ve velmi ojedinělých případech je možné objevit fosilní zbytky. Na rozdíl od vápence vzniklého ve slanovodním prostředí vzniká travertin v prostředí sladkovodním.

## Rozdělení
Podle místa vzniku rozlišujeme následující druhy:
1. travertin jeskyní (tzv. sintr) – vylučuje se z vod krasových jeskyní,
2. travertin potoků (tzv. pěnovec),
3. travertin minerálních pramenů (tzv. pramenit).

## Vlastnosti
Travertin je velmi světlou horninou, která se může pohybovat od bělavě žluté až nažloutlé, někdy je zbarven do červena v závislosti na příměsích. Jeho uloženiny jsou často zaoblené, hroznovité a mají často dobře viditelnou páskovanou strukturu. Hustota travertinu se pohybuje od 2,6 do 2,8 g/cm³. Vyskytuje se v krasových oblastech tvořených vápencem, případně dolomitem.

## Užití

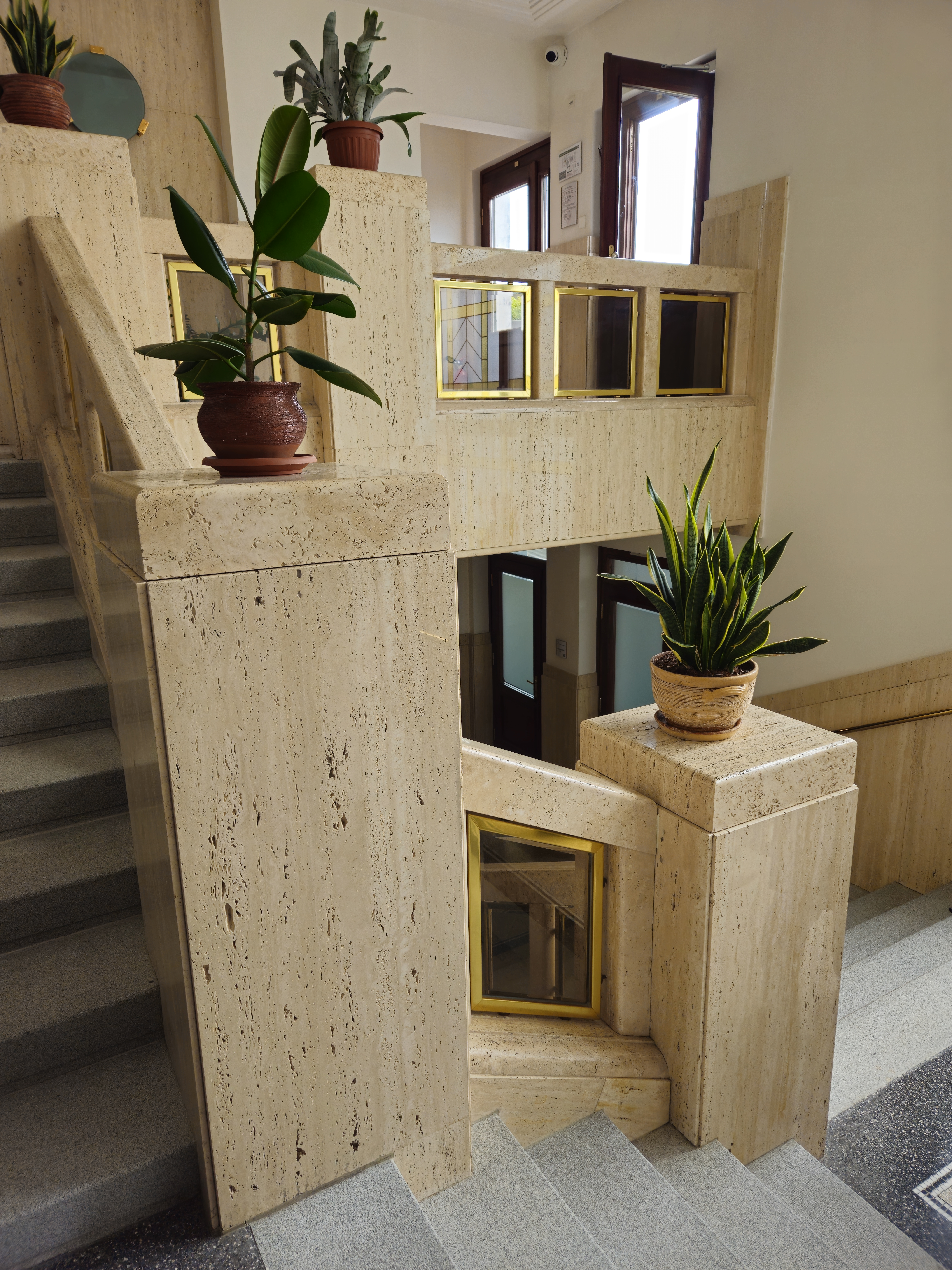
Prvek z travertinu v budově.

Dříve stavební kámen – antické Koloseum je z velké části postaveno z travertinu. V současnosti po vyleštění jako obkladový kámen. K obkladům exteriéru není příliš vhodný – v dutinách se usazuje prach z ovzduší a travertin rychle černá.

## Výskyt

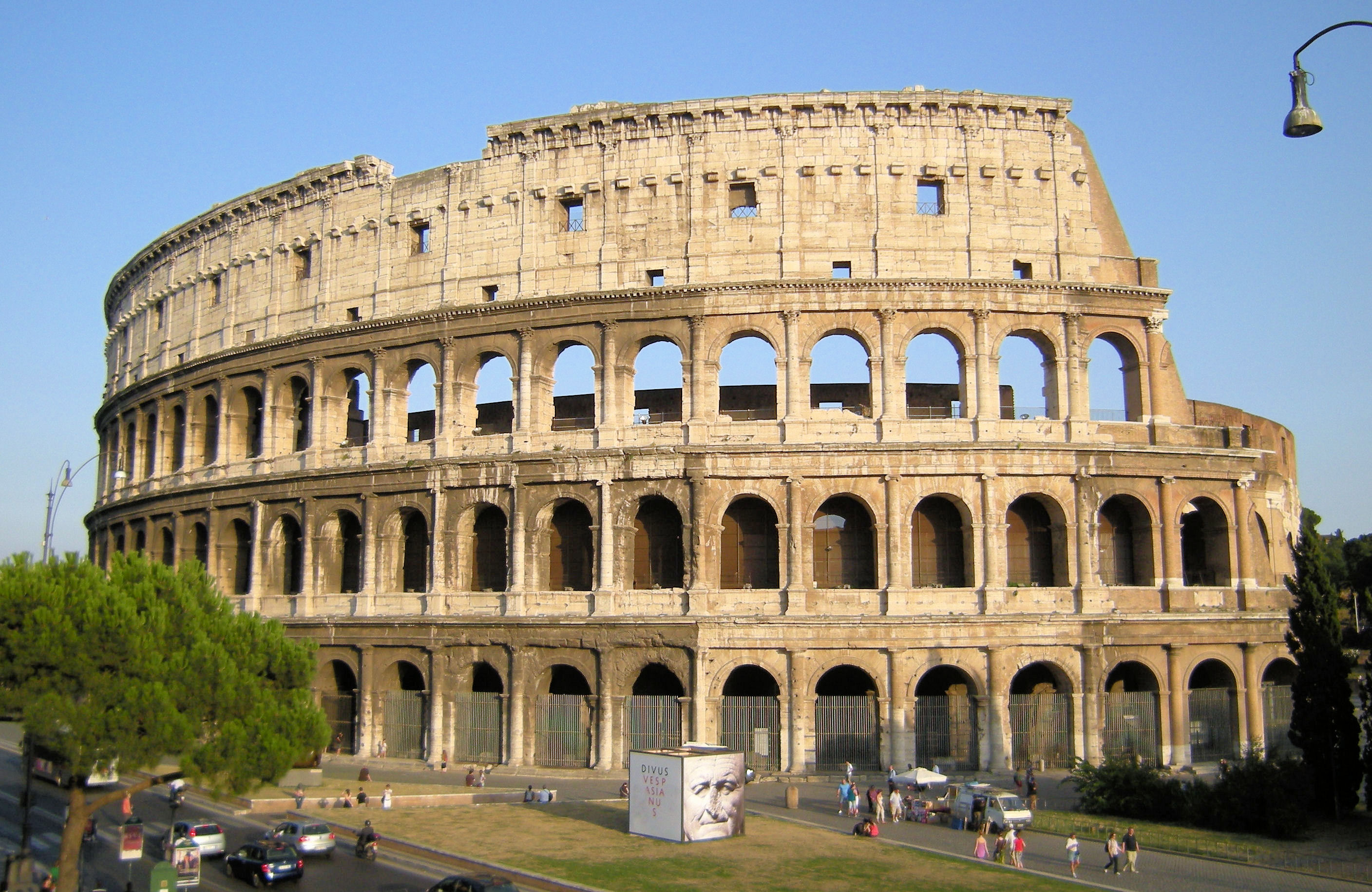
Travertin dodává stavbě nažloutlý odstín (Koloseum v Římě)

Oblasti výskytu travertinu jsou vázány na prameny vyvěrající z hlubinných zdrojů, které jsou tvořeny převážně horkými prameny zejména v oblastech se zvýšenou sopečnou aktivitou a nebo s jejím dozníváním. Travertin často vytváří celé oblasti, na kterých je možno pozorovat travertinové hrázky.

### V Česku
- mezi Prahou a Berounem
- na Moravě (Kokorský travertin, Travertinová kaskáda)
- na Přerovsku (Tučínský travertin, též Hanácký travertin)

### Na Slovensku
- okolí Spišského podhradí, kde stvoří skalní město Dreveník
- okolí Ružomberku
- Spišské Vlachy

### Ve světě
- Stuttgart
- Tivoli u Říma
- USA
- Plitvická jezera v Chorvatsku
- Alžírsko
- Pamukkale v Turecku